# Donja Vinča (Republika Serbska)
Donja Vinča (cyr. Доња Винча) – wieś w Bośni i Hercegowinie, w Republice Serbskiej, w mieście Sarajewo Wschodnie, w gminie Pale. W 2013 roku liczyła 6 mieszkańców.